# امی دار
امی دار (عبری: עמי דר‎؛ زادهٔ ۷ ژانویهٔ ۱۹۶۱) کارآفرین اهل اسرائیل است.